# William Mayne
William Mayne, född 16 mars 1928 i Kingston upon Hull, död 24 mars 2010 i Thornton Rust, var en brittisk författare av ungdomslitteratur. 
Mayne studerade vid en musikskola, hopbyggd med Canterbury Cathedral, och hans minnen från den tiden bidrog till hans tidiga böcker. Han bodde större delen av sitt liv i North Yorkshire. 
Han tog emot Carnegie Medal 1957 för A Grass Rope och Guardian Award 1993 för Low Tide. Han skrev mer än hundra böcker, och var mest känd för sin Choir School-serie som består av A Swarm in May, Choristers' Cake, Cathedral Wednesday och Words and Music, och sin Earthfasts-trilogi som består av Earthfasts, Cradlefasts och Candlefasts.
A Swarm in May filmatiserades av Children's Film Unit 1983 och en TV-serie i fem delar av Earthfasts sändes av BBC 1994.
William Mayne dömdes till två och ett halvt års fängelse 2004 efter att ha erkänt sexbrott mot barn mellan åren 1960 och 1975. Mayne hittades död i sitt hem den 24 mars 2010.
Dödsannons - The Guardian (Engelska)